# EMD JT42CWRM
JT42CWRM/Class 66 – seria normalnotorowych lokomotyw spalinowych o charakterze uniwersalnym (ze względu na dużą moc silnika używana głównie w ruchu towarowym). Seria 66 bazowała na sprawdzonej już w Wielkiej Brytanii serii Class 59.

## Historia
Lokomotywy z serii JT42CWRM zostały zaprojektowane i wyprodukowane do eksploatacji liniowej na sieci EWS, ale ze względu na niezawodność i wydajność, wyprodukowano także egzemplarze dla odbiorców z zagranicy, w tym Freightliner PL, czy Kolei Egipskich, gdzie wykorzystywane są w ruchu pasażerskim. Wyprodukowano 579 sztuk z czego 250 sprzedano europejskim prywatnym przewoźnikom kolejowym, a dalszych 40 przekazano Kolejom Egipskim do obsługi składów pasażerskich.

## Konstrukcja
Lokomotywa posiada standardowe wózki trzyosiowe typu Co’Co’, jednakże są one zmodernizowane tak, by nie wywierały zbyt dużego nacisku na tor, a co za tym idzie nie powodowały nadmiernego zużycia szyn (co ma miejsce w przypadku lokomotyw ST44). Ramy wózków są odlewane, co nie zdarza się w pojazdach produkowanych w Europie. Pudło lokomotywy zbudowane jest ze stali, kabiny maszynisty są umieszczone na obu krańcach lokomotywy. Ze względu na słabą izolację akustyczną oraz termiczną kabiny maszynisty, jak i niski kąt rozwidlenia cylindrów generowany jest wysoki poziom wibracji i hałasu (a w lecie także temperatury) co pogarsza ergonomię pracy, zwłaszcza że wiele z egzemplarzy nie posiada klimatyzacji.
W 2008 roku, po wielu skargach napływających od operatorów, dotyczących hałasu, EMD poprzez zastosowanie lepszych materiałów wygłuszających uzyskała certyfikat o emisji hałasu TSI.

### Napęd
Spalinowóz napędza widlasty dwusuwowy silnik typu EMD 12N-710G3B-T2 o mocy 2420 kW z turbodoładowaniem. Zapas paliwa wynosi 6400 l. Maksymalne obroty silnika wynoszą 904 obr./min. Główną zaletą silnika jest mała masa jednostkowa, co istotnie ogranicza masę lokomotywy i jednostkowy nacisk na tor. Silnik wyposażony jest w sterowane elektronicznie pompowtryskiwacze. Ponadto, silnik posiada mikroprocesorowe sterowanie EMDEC. Dało to możliwość precyzyjniejszego dawkowania paliwa i ograniczyło nadmierną emisję spalin, zmniejszając też jednostkowe zużycie paliwa. Spalinowóz wyposażony jest w 6 silników trakcyjnych produkcji General Motors, typ D43TR, napędzających niezależnie każdą oś. Zespół napędowy lokomotywy charakteryzuje się dużymi przebiegami międzynaprawczymi, co umożliwia jej eksploatację z dużo mniejszą częstotliwością przeglądów kontrolnych w stosunku do lokomotyw spalinowych dotychczas eksploatowanych w Polsce.

## Przewoźnicy
Lokomotywy użytkowane są w wielu krajach Europy – m.in. w Niemczech i Polsce przez DB Cargo Polska oraz Freightliner PL (od 2007 roku, w 2009 w Polsce pracowało 13 lokomotyw tej serii).